# Дідовський (Куюргазинський район)
Дідо́вський (рос. Дедовский, башк. Дедовский) — хутір у складі Куюргазинського району Башкортостану, Росія. Входить до складу Єрмолаєвської сільської ради.
Населення — 8 осіб (2010; 9 в 2002).
Національний склад:
- башкири — 56%